# Brookfield Township (Missouri)
Pour les articles homonymes, voir Brookfield Township.
Brookfield Township est un ancien township, situé dans le comté de Linn, dans le Missouri, aux États-Unis,.